# Coregonus danneri
Coregonus danneri är en fiskart som beskrevs av Vogt, 1908. Coregonus danneri ingår i släktet Coregonus och familjen laxfiskar. IUCN kategoriserar arten globalt som sårbar. Inga underarter finns listade i Catalogue of Life.